# Неподвижные звёзды
Неподви́жные звёзды, неподви́жные свети́ла (лат. stellae fixae) — историческое обозначение тех небесных объектов, которые при наблюдениях с Земли невооружённым глазом не изменяют своего видимого положения по отношению к другим небесным объектам за относительно короткий срок (сопоставимый с периодом человеческой жизни). К подобным объектам относятся все звёзды кроме Солнца. Само же Солнце, планеты и Луна относятся к подви́жным звёздам (или же, что равнозначно, подви́жным свети́лам).

## История термина
Термин «неподвижные звёзды» является своеобразным отражением развития человеческих представлений о структуре мироздания. Уже в древности было известно, что основная часть небесных объектов (далёкие от нас звёзды) не изменяет своего взаимного положения из года в год, тогда как другие светила постоянно и заметно перемещаются на их фоне: к таким «подвижным» светилам относятся Луна, Солнце и пять известных с древности планет (Меркурий, Венера, Марс, Юпитер и Сатурн). Термин «планета» (в переводе означающий «блуждающее [светило]»; в широком контексте и особенно в астрологии Луну и Солнце нередко называют планетами до сих пор) как раз является плодом этого противопоставления. Кроме того, уже в древности были известны и другие отличия планет (подвижных светил) от неподвижных звёзд: планеты всегда перемещаются лишь внутри относительно узкой полосы небесной сферы (называемой зодиаком); кроме того, планеты, в отличие от неподвижных звёзд, практически не мерцают. Кометы в древние времена редко рассматривались как космические объекты (как правило, их трактовали как атмосферные явления), поэтому их причисление к подвижным звёздам в историческом контексте довольно условно.
Уже древнегреческие астрономы занялись серьёзной каталогизацией неподвижных звёзд. У истоков этих работ стояли александрийские астрономы Тимохарис и Аристилл (работавшие в первой половине III века до н. э.). Более точные измерения осуществил Гиппарх, каталогизировавший к 129 году до н. э. около 850 звёзд. Он же открыл и явление прецессии равноденствий, сравнив измеренные им координаты с данными Тимохариса; однако гипотезу о том, что звёзды могут менять своё положение, Гиппарх отверг, верно заметив, что между его измерениями и данными Тимохариса отличаются лишь эклиптические долготы, но не широты.
Вплоть до Нового времени ни общие взгляды на устройство мира (считалось, что видимые звёзды фиксированы к далёкой вращающейся «сфере неподвижных звёзд»), ни точность измерений не позволяли открыть собственное движение далёких звёзд. Первооткрывателем этого движения стал английский астроном Эдмунд Галлей (открытие было сделано в 1718 году). Окончательно факт собственного движения далёких звёзд стал общепризнанным в 70-е годы XVIII века (благодаря тщательным измерениям Тобиаса Майера и Невила Маскелайна). С тех пор термин «неподвижные звёзды» потерял своё исходное значение.

## Нынешнее использование термина
Некоторое время термин продолжал применяться в рамках классической механики: им обозначали опорную систему отсчёта, которая находится в покое относительно от абсолютного пространства (выражение «относительно неподвижных звёзд» было синонимично обороту «относительно абсолютного пространства»).
В настоящее же время термин имеет лишь историческое и культурное значение. В разговорной речи оборот «неподвижные звёзды» является синонимом «далёких звёзд», «всех звёзд, кроме Солнца». Аналогичное значение термин имеет и в астрологии (Луна, Солнце и планеты Солнечной системы в астрологии нередко упоминаются как «планеты» с целью особо подчеркнуть их движение относительно «неподвижных звёзд»).